# MusicHound
MusicHound foi uma série de guias de música orientados por gênero criada em 1996.